# Presliophytum
Presliophytum ist eine Pflanzengattung innerhalb der Familie der Blumennesselgewächse (Loasaceae). Die nur drei Arten kommen nur im westlichen Peru vor. Der Gattungsname ehrt wahrscheinlich den tschechischen Botaniker Karel Bořivoj Presl.

## Beschreibung

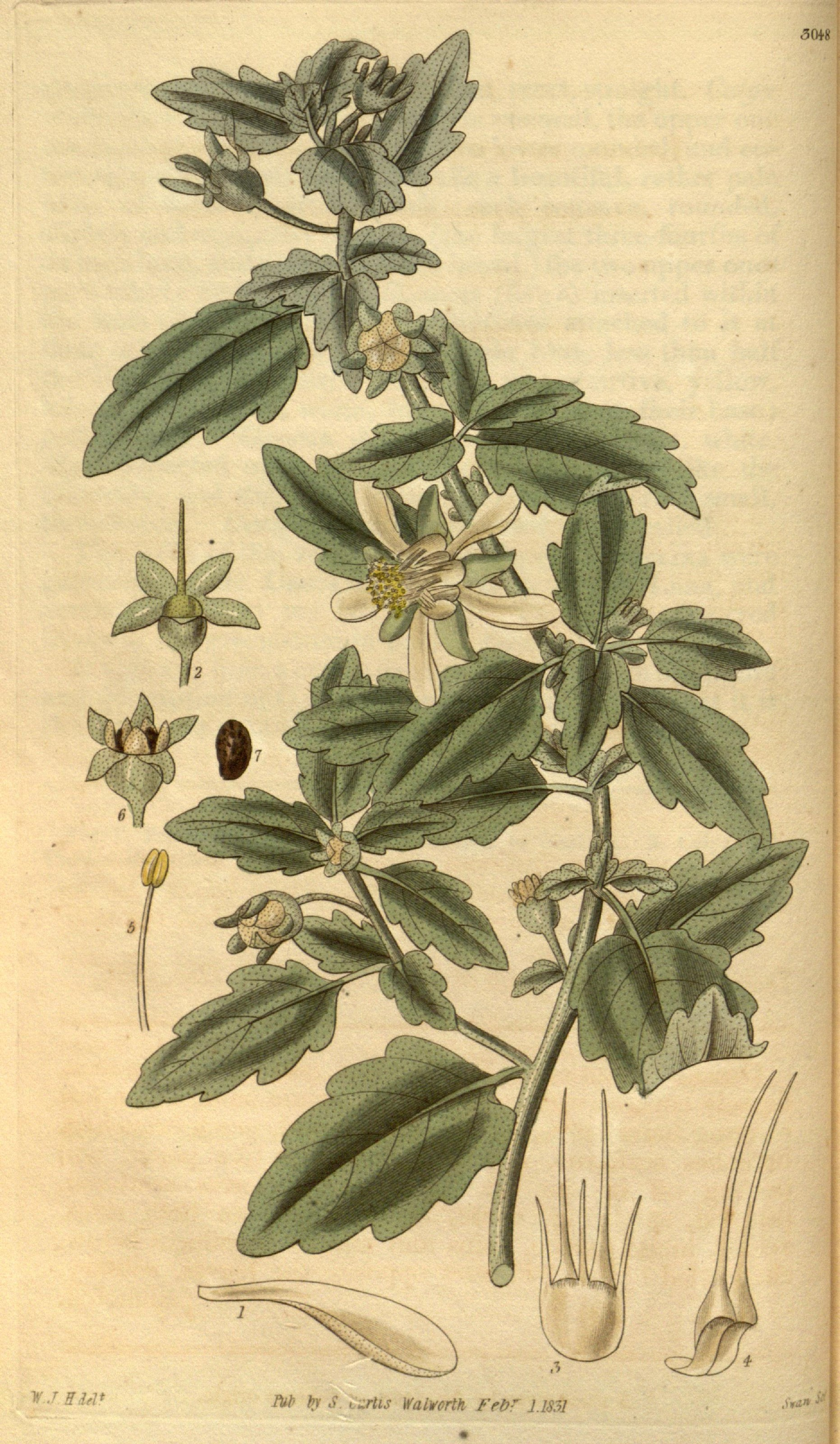
Illustration aus Curtis's botanical magazine, Tafel 3048 von Presliophtyum incanum

### Vegetative Merkmale
Bei Presliophtyum incanum und Presliophytum arequipense handelt es sich um aufrecht wachsende, stark verzweigte Sträucher, aber bei Presliophytum heucheraefolium um eine einjährige krautige Pflanze. Es wird eine starke, fleischige Pfahlwurzel gebildet. Die oberirdischen Pflanzenteile sind stets mit Nesselhaaren besetzt.
Die unteren Laubblätter sind gegenständig, die oberen wechselständig. Die einfachen Blattspreiten sind eiförmig bis nierenförmig, am Rand leicht gelappt und gefurcht.

### Generative Merkmale
Die Blütenstände sind aus asymmetrischen und komplexen Dichasien zusammengesetzt. Die aufrecht stehenden Blüten scheinen dabei unregelmäßig gegenständig zu Laubblättern zu stehen, die jedoch frondose Vorblätter darstellen.
Die zwittrigen Blüten sind radiärsymmetrisch und fünfzählig mit doppelter Blütenhülle. Es sind fünf Kelchblätter vorhanden. Die fünf kahnförmigen Kronblätter sind weiß bis cremefarben. Es finden sich fünf Staminodiengruppen. Die drei äußeren sind verwachsen und bilden ein weißes Schuppenblatt (nectar scale), an dessen äußerer Seite sich drei lange, reinweiße Fortsätze finden. Die beiden inneren Staminodien sind weiß und s-förmig. Die Staubblätter stehen in fünf Bündeln zu je 10 bis 15 Stück. Die Samenanlagen sind tief in drei Lamellen geteilt. Der Fruchtknoten ist unterständig.
Die Kapselfrucht ist fast kugelig. 
Es liegt Diploidie vor mit einer Chromosomenzahl von 2n = 24.

## Verbreitung
Alle drei Arten sind endemisch in der Wüste im westlichen Peru, unterhalb Höhenlagen von 2000 Metern. Sie wachsen dort an felsigen Hängen.

## Systematik
Der Name Presliophytum wurde 1900 durch Ignatz Urban und Ernst Friedrich Gilg als Sektion der Gattung Loasa in Nova Acta Academiae Caesareae Leopoldino-Carolinae Germanicae Naturae Curiosorum, Band 76, 1, Seite 260 erstbeschrieben. 1997 wurde nach umfangreichen systematischen Arbeiten zur Familie Loasaceae in der Doktorarbeit von Maximilian Weigend festgestellt, dass der Rang einer Gattung erforderlich ist. Gültig wurde dieser Rang einer Gattung 2006 in Taxon, Volume 55, Issue 2, Seite 467.
Die Gattung Presliophytum gehört zur Tribus Loaseae in der Unterfamilie Loasoideae innerhalb der Familie Loasaceae. Die nächstverwandte Gattung ist Huidobria.
Zur Gattung Presliophytum gehören nur drei Arten:
- Presliophytum arequipense Weigend
- Presliophytum heucherifolium (Killip) Weigend
- Presliophtyum incanum (Graham) Weigend